# Fours à boulets des îles de Lérins
Les fours à boulets des îles de Lérins sont des fours à boulets situés en France sur l'île Saint-Honorat et l'île Sainte-Marguerite, dans le golfe de La Napoule au large de Cannes, dans le département français des Alpes-Maritimes en région Provence-Alpes-Côte d'Azur.
Ils font l'objet d'un classement au titre des monuments historiques depuis 1908.

## Historique
À son arrivée à l'armée des Alpes, en 1793, le général Bonaparte demande de construire des batteries sur les îles de Lérins pour assurer la défense de la côte.
Sur l'île Sainte-Marguerite :
- à l'ouest, la batterie du Dragon ;
- à l'est, la batterie de la Convention et la batterie du Vengeur.

Sur l'île Saint-Honorat :
- à l'ouest, la batterie des Braves Gens sur la pointe du Barbier ;
- à l'est, la batterie des Républicains sur la pointe Saint-Féréol.

Quatre fours à boulets sont aussi construits, deux sur l'île Sainte-Marguerite, pour les batteries du Dragon et du Vengeur, deux sur l'île Saint-Honorat, pour les batteries des Républicains et des Braves Gens.
Ces fours permettaient de tirer à boulets rouges sur les navires de guerre. Ces fours donnaient un boulet incendiaire toutes les dix minutes. Les boulets étaient enfournés dans la partie haute du four, des rails guidaient les boulets vers sa partie basse où se trouvait un foyer latéral d'où les flammes s'échappaient vers la cheminée située à l'extrémité haute du four, en réchauffant les boulets grâce à la voûte ou réverbère. Le temps de chauffe d'un boulet était d'environ trente-cinq minutes. Une pince permettait de saisir le boulet rougi pour le mettre dans un canon. Dans celui-ci, la charge de poudre était tassée, puis on mettait un bouchon de paille mouillée ou de glaise avant de placer le boulet rouge.

## Protection au titre des monuments historiques
Les deux fours de l'île Saint-Honorat ont fait l’objet d’un classement au titre des monuments historiques, le 22 octobre 1908.